# Cleistocalyx
Cleistocalyx (sinónimo botânico Acicalyptus A.Gray) é um género botânico pertencente à família Myrtaceae. O nome do género deriva do grego "kleistos", que significa fechado e "Kalyx" (cálice), que se refere ao conjunto das sépalas que se apresentam unidas, formando uma caliptra que cobre a flor. Consiste em trinta espécies de árvores ou arbustos do sudeste asiático e Austrália setentrional, expandindo-se até à Nova Caledónia e Fiji. Uma espécie é endémica na ilha de Lord Howe. Os caules têm secção tetrangular. A folhagem é oposta. As inflorescências formam panículas terminais ou axilares, com brácteas, caducas, de pequena dimensão. As flores, desenvolvidas, são obcónicas (com a forma de um cone invertido). O cálice é caliptrado, com um ápice central ou, simplesmente, arredondado. Tem quatro pétalas pequenas que caem com a caliptra. Os estames são numerosos, livres e dispostos em duas ou mais filas. Tem ovário ínfero, com dois lóculos, cada um comportando muitos óvulos. O fruto é carnudo, varianda na forma de cilíndrico-elipsoidal a estreitamente obpiriforme (com forma de uma pêra invertida) e com semente única. A semente é obcónica e tem cerca de um centímetro de comprimento.

## Espécies
- Cleistocalyx arcuatinervius
- Cleistocalyx baeuerlenii
- Cleistocalyx barringtonioides
- Cleistocalyx brongniartii
- Cleistocalyx circumscissa
- Cleistocalyx conspersipunctatus
- Cleistocalyx decussatus
- Cleistocalyx ellipticus
- Cleistocalyx eugenioides
- Cleistocalyx fullageri
- Cleistocalyx gustavioides
- Cleistocalyx junciformis
- Cleistocalyx kasiensis
- Cleistocalyx khaoyaiensis
- Cleistocalyx leucocladus
- Cleistocalyx longiflorus
- Cleistocalyx myrtoides
- Cleistocalyx nervosum
- Cleistocalyx nervosus
- Cleistocalyx nicobaricus
- Cleistocalyx nigrans
- Cleistocalyx nitidus
- Cleistocalyx operculatus
- Cleistocalyx paradoxus
- Cleistocalyx paucipunctatus
- Cleistocalyx pennelii
- Cleistocalyx perspicuinervius
- Cleistocalyx phengklaii
- Cleistocalyx retinervius
- Cleistocalyx seemanni